# Scriptorium

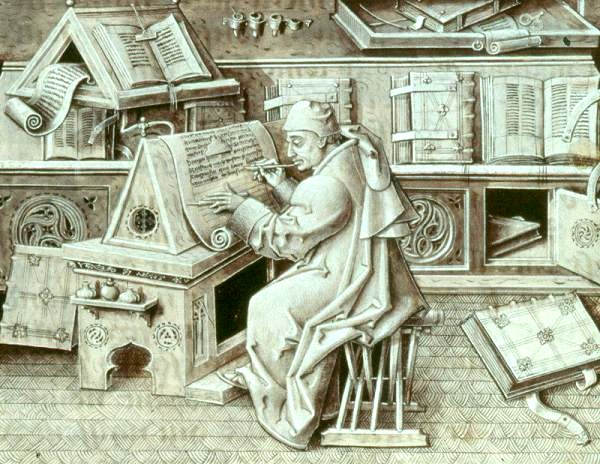
Aquesta miniatura del segle XV de Jean Miélot (mort el 1472) representa el mateix autor treballant, precisament mentre compila els seus Miracles de Nostre Dame, en els quals aquesta miniatura apareix.

El terme scriptorium, literalment «un lloc per escriure», es fa servir habitualment per referir-se a l'habitació dels monestirs de l'Europa medieval dedicada a la còpia de manuscrits per part dels escribes monàstics. No obstant això, múltiples indicis (tant documentals com arqueològics) semblen indicar que aquestes habitacions van ser molt poc freqüents, la major part de l'escriptura monàstica s'hauria realitzat en una espècie de cubicles que existien en els claustres o en les mateixes cel·les dels monjos. D'altra banda, les referències especialitzades solen al·ludir en l'actualitat amb el terme  scriptoria  a la producció escrita d'un monestir, i no a unes habitacions.
En qualsevol cas, i independentment de la seva identitat física, un  scriptorium  era, necessàriament, una zona pròxima o adjunta a una biblioteca, dit d'una altra manera, la presència d'una biblioteca és indici de l'existència propera d'un  scriptorium . Els  scriptoria , en aquest sentit d'habitacions dedicades a un fi concret, probablement només van existir durant períodes limitats, quan una institució o un individu volien aconseguir un gran nombre de textos copiats per nodrir una biblioteca, una vegada que això s'aconseguia, no hi hauria necessitat que aquestes zones seguissin estant habilitades per a això. Cap a començaments del segle xiii, es van començar a desenvolupar també negocis seculars de còpia de textos, els escribes professionals van poder haver arribat a tenir habitacions especials dedicades a la seva tasca, però en la major part dels casos el més probable és que tinguessin una taula d'escriptura propera a una finestra en les seves pròpies cases.

## Església de Sant Joan Evangelista a Rimini
En aquesta església fundada per Gal·la Placídia (morta en 450), la parella de cambres rectangulars que flanquejaven l'absis, accessibles només des de cada nau lateral, s'han interpretat com a dues biblioteques (llatines i gregues) i, potser, com a  scriptoria . La seva abundant il·luminació, els nínxols de 0,5 metres de profunditat, la disposició d'hipocaust sota el sòl per mantenir l'espai sec, són trets que es poden trobar en l'arquitectura de les biblioteques de l'antiga Roma.
Quan les biblioteques i  scriptoria  monàstiques van sorgir al començament del segle vi (els primers escrits monàstics europeus daten de l'any 517), van definir la cultura literària europea i preservar selectivament la història literària d'Occident. Els monjos van copiar la  Bíblia  de Jeroni d'Estridó i els comentaris i cartes dels Primers Pares de l'Església, tant amb intenció missionera com per a ús dins del mateix monestir. Els productes del  scriptorium  proporcionaven un valuós mitjà d'intercanvi. Dins del  scriptorium , hi havia normalment una divisió del treball entre els monjos que preparaven els pergamins per a la còpia, allisant i marcant amb guix la superfície, els que pautaven el pergamí i copiaven el text, i els que l'il·lustraven. De vegades, un sol monjo podia assumir totes aquestes funcions. Al començament del segle xiii, la producció manuscrita monàstica va entrar en declivi, ja que els copistes particulars es van reciclar per escriure per als laics. Cap a 1250 van aparèixer les primeres llibreries que, abans de la introducció de la impremta en l'últim quart del segle xv, ja havien substituït virtualment als monestirs com dispensadors de llibres per a la comunitat.
Les tradicions individuals de  scriptoria  es van desenvolupar en complet aïllament, fins al punt que la moderna paleografia ha d'identificar el producte de cada  scriptorium  i la seva datació aproximada per comparació amb altres produccions datables d'aquest mateix  scriptorium . Al mateix temps, les comparacions de la «mà» característica dels  scriptoria  revelen connexions socials i culturals entre ells, així com el desenvolupament de noves «mans» i la seva disseminació a través dels viatges realitzats pels individus i pels exemples dels manuscrits que van passar d'una biblioteca a una altra.

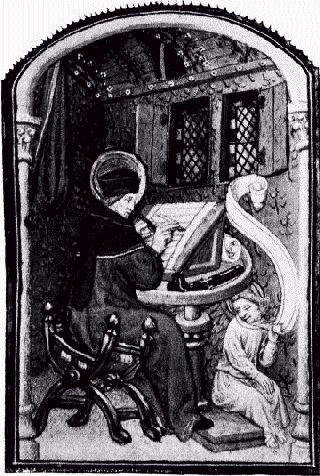
Sant Mateu en un «despatx» o scriptorium idealitzat. (Llibre d'Hores, París, c 1420 (Biblioteca Britànica, Sloane Mss 2468)

Els il·lustradors de manuscrits treballaven en col·laboració amb els mestres en una intricada varietat d'interaccions que impedien qualsevol mínim model de producció manuscrita monàstica.

## L'scriptoriumfísic

### De Casiodor de Vivarium
El monestir construït en el segon quart del segle vi sota la indicació de Casiodor a Vivarium, al sud d'Itàlia, contenia un  scriptorium  construït expressament, ja que estava interessat a col·leccionar, copiar i preservar textos.
La descripció de Casiodoro suggereix que l'scriptorium tindria llums d'oli autoalimentada, un rellotge de sol i una clepsidra. El  scriptorium  hauria tingut també escriptoris per al treball de còpia de textos per part dels monjos, així com els necessaris tinters, navalles i plomes. Casiodoro va establir una biblioteca on, al final de l'Imperi Romà, va assajar de fer aprendre grec als lectors en llatí i preservar textos tant sagrats com profans per a les generacions futures. Mentre biblioteca no oficial, Casiodoro va col·leccionar tants manuscrits com va poder i va escriure tractats amb la intenció d'instruir als seus monjos en l'ús adequat dels textos. Al final, però, la biblioteca de Vivarium va ser dispersada i perduda, encara que va estar activa fins aproximadament l'any 630.

### Dels benedictins
El contemporani de Casiodoro, Benet de Núrsia, també va permetre als seus monjos llegir les grans obres paganes al monestir que va fundar en Monte Cassino a 529. La creació d'una biblioteca en aquest monestir va iniciar la tradició dels  scriptoria  benedictins, on la còpia dels textos no només proveïa de materials realment necessaris per a les rutines de la comunitat i servia com a treball per unes mans i unes ments que d'altra manera estarien ocioses, sinó que produïa un producte valuós. Sant Jeroni va mostrar que els productes del  scriptorium  podrien ser una font d'ingressos per a la comunitat monàstica, encara que Benet amb cautela va indicar que «si hi ha treballadors experts en el monestir, déjeseles treballar en el seu art amb tota humilitat».
En els primitius monestirs benedictins, les habitacions per escriure eren en realitat un corredor obert al pati central del claustre. L'espai podia acollir, aproximadament, a vint monjos, que estaven protegits dels elements només pel mur del darrere i pel volta de sobre. Els monestirs construïts després en l'Edat Mitjana van situar l ' scriptorium  a l'interior, prop de l'entrada de la cuina o prop de la calefacció. La calor d'aquests  scriptoria  va servir com a incentiu perquè els monjos poc disposats treballessin en la transcripció de textos (doncs rares vegades les zones de residència del monestir eren escalfades).
El Plànol de Sant Gal benedictí és un disseny d'un monestir idealitzat que data d'entre 819 i 826, i que mostra al  scriptorium  i la biblioteca situats a la cantonada nord-est del cos principal de l'església, les proves trobades en els monestirs que han sobreviscut no reflecteixen aquesta disposició. Encara que el propòsit del plànol és desconegut, mostra amb claredat la conveniència de situar els  scriptoria  dins d'un gran cos d'estructures monàstiques al començament del segle ix.

### Dels cistercencs
Els  scriptoria  dels cistercencs semblen haver estat similars als dels benedictins. La casa generalícia en Cîteaux, amb uns dels  scriptoria  millor documentats de l'alta edat mitjana, va desenvolupar un sever estil particular en la primera meitat del segle xii que es va estendre en paral·lel al mateix orde cistercenc, a través dels priorats de Burgundy i d'altres més. el 1134, l'orde cistercenc va ordenar que els monjos es mantinguessin en silenci al  scriptorium  com havien de fer-ho al claustre. Hi ha proves també que, a finals del segle xiii, els cistercencs haurien permès a certs monjos dur a terme el seu treball en petites cel·les en què no caldria més d'una persona. Aquestes cel·les van ser cridades  scriptoria  per la tasca de còpia que es realitzava en elles, encara que la seva funció primària no hagués estat la d'una habitació per a escriure.

### Dels cartoixans
Els cartoixans entenien la seva tasca de còpia de textos religiosos com la seva obra missionera per engrandir a l'Església; l'estricta solitud dels cartoixans precisava que la tasca manual dels monjos fos practicada a l'interior de les seves cel·les individuals, molts monjos es van dedicar a aquesta tasca de transcripció de textos. De fet, cada cel·la estava equipada com a habitació a aquest efecte, amb pergamins, ploma, tinter i regla. Guigues du Pin, o Guigó, l'arquitecte de l'orde, recomanava als germans que fossin curosos amb els llibres que rebessin de la biblioteca i que no els taques amb fum o brutícia, i que els tractessin com si fossin l'aliment etern de les seves ànimes.

## Elsscriptoriaen les regles monàstiques

### Regla de Sant Ferréol
La vida monàstica a l'edat mitjana estava estrictament centrada en l'oració i en el treball manual. Al començament de l'edat mitjana, hi va haver molts intents d'establir una organització i rutina per a la vida monàstica. Charles Forbes René de Montalembert cita un document del segle vi, la Regla de Sant Ferréol, que prescriu que aquell que no treballés la terra hauria de dedicar-se al treball de copista. Aquesta indicació implica que la tasca d'un escriba es comparava amb la de l'exercici de l'agricultura o d'un altre tipus de treball extern. Montalembert també assenyala que el treball de l'escriba és físicament cansat.

### Les «Institucions» de Casiodoro
Encara que no es tractés d'una regla monàstica com a tal, Casiodoro va escriure les seves  Institucions  com una guia pedagògica per als monjos de Vivarium, el monestir que havia fundat al sud-est d'Itàlia. Convers romà amb una educació clàssica, Casiodoro va escriure extensament sobre les pràctiques dels mestres. Adverteix als escribes que siguin especialment rigorosos en contrastar les seves còpies amb els antics i més valuosos exemplars, i que vagin amb compte de no canviar les paraules inspirades de les Escriptures en intentar millorar el text des d'un punt de vista gramatical o estilístic. Declara també que tota obra del Senyor escrita per l'escriba és una ferida infligida a Satán, perquè llegint les Escriptures l'escriba instrueix en la bona direcció a la seva pròpia ment i copiant els preceptes divins ajuda a expandir. És important notar que, enfront del que era costum en els monestirs, Casiodoro va incloure els textos clàssics de la Roma i Grècia antigues a la biblioteca monàstica. Quan els monjos copiaven aquests textos, Casiodoro els animava que els esmenés gramaticalment i estilísticament.

### Regla de Sant Benet
El tractat monàstic més famós del  segle VII , la  Regla  de Sant Benet de Núrsia, no al·ludeix a la tasca de transcripció pel seu nom. És important notar, però, que la  Regla de Sant Benet  indica de manera explícita que els monjos han de tenir accés fàcil als llibres durant dues hores diàries de lectura obligatòria i durant la quaresma, quan cada monjo havia de llegir un llibre sencer. Conseqüentment, cada monestir havia de tenir una àmplia col·lecció de llibres, guardada bé en armaris, bé en una biblioteca tradicional. No obstant això, atès que l'única manera d'obtenir una gran quantitat de llibres en l'Edat Mitjana era a través de la còpia, en la pràctica això implicava que el monestir havia de tenir una forma de transcriure els textos en altres col·leccions. És important fer constar també que una traducció alternativa de les estrictes normes de Benito sobre l'ús de l'oratori com a lloc per al silenci, per a la pregària reverent, suggereix la possibilitat que existís un  scriptorium .
En el capítol 52 del seu Regla, Benet adverteix que l'oratori ha de quedar reservat per al que va ser creat, i per cap altra cosa. No obstant això, en l'original, Benito utilitza la paraula «condatur», que pot ser traduïda tant per  magatzem  com per  compondre o escriure , de manera que les seves intencions respecte de la producció de manuscrits resulten ambigües. Els primers comentaris sobre la Regla de Sant Benet descriuen la tasca de transcripció com l'ocupació comú de la comunitat, pel que és també possible que Benet no veiés necessari esmentar el  scriptorium  pel seu nom a causa del paper integral que exercia al monestir.

### L'Elogi dels escribesde Trithemius
L'Abat Johannes Trithemius de Sponheim va escriure una carta,  De Laude Scriptorum  ( Elogi dels escribes ), a Gerlach, Abat de Deutz el 1492 per tal d'explicar als monjos les virtuts de copiar textos. Trithemius defensa que la còpia de textos és central per al model educatiu monàstic, argumentant que la transcripció possibilita la cosa contemplar amb més profunditat el text i accedir a una millor comprensió. Elogia després als mestres dient que aquell que és aplicat en el seu treball mai deixa d'elogiar a Déu, dona plaer als àngels, consolida el just, converteix a pecadors, elogia l'humil, confirma al bo, confon l'orgullós i reprèn a l'obstinat.
Entre les raons que addueix per continuar copiant manuscrits a mà, hi ha el precedent històric dels antics mestres i la supremacia de la transcripció sobre altres tasques manuals. Aquesta descripció de l'escriptura monàstica és especialment important perquè va ser escrita després dels primers usos populars de la impremta. Trithemius · ludeix directament a aquesta nova tecnologia competidora quan diu que el llibre imprès està fet de paper i que com el paper desapareixerà ràpidament. No obstant això, segueix dient, l'obra de l'escriba, feta en pergamí, perdurarà. Trithemius creu també que hi ha obres que no es reproduiran mitjançant la impremta, sinó que quedaran millor copiades, que tindran més valor.

## La funció dels llibres i de les transcripcions en la vida monàstica

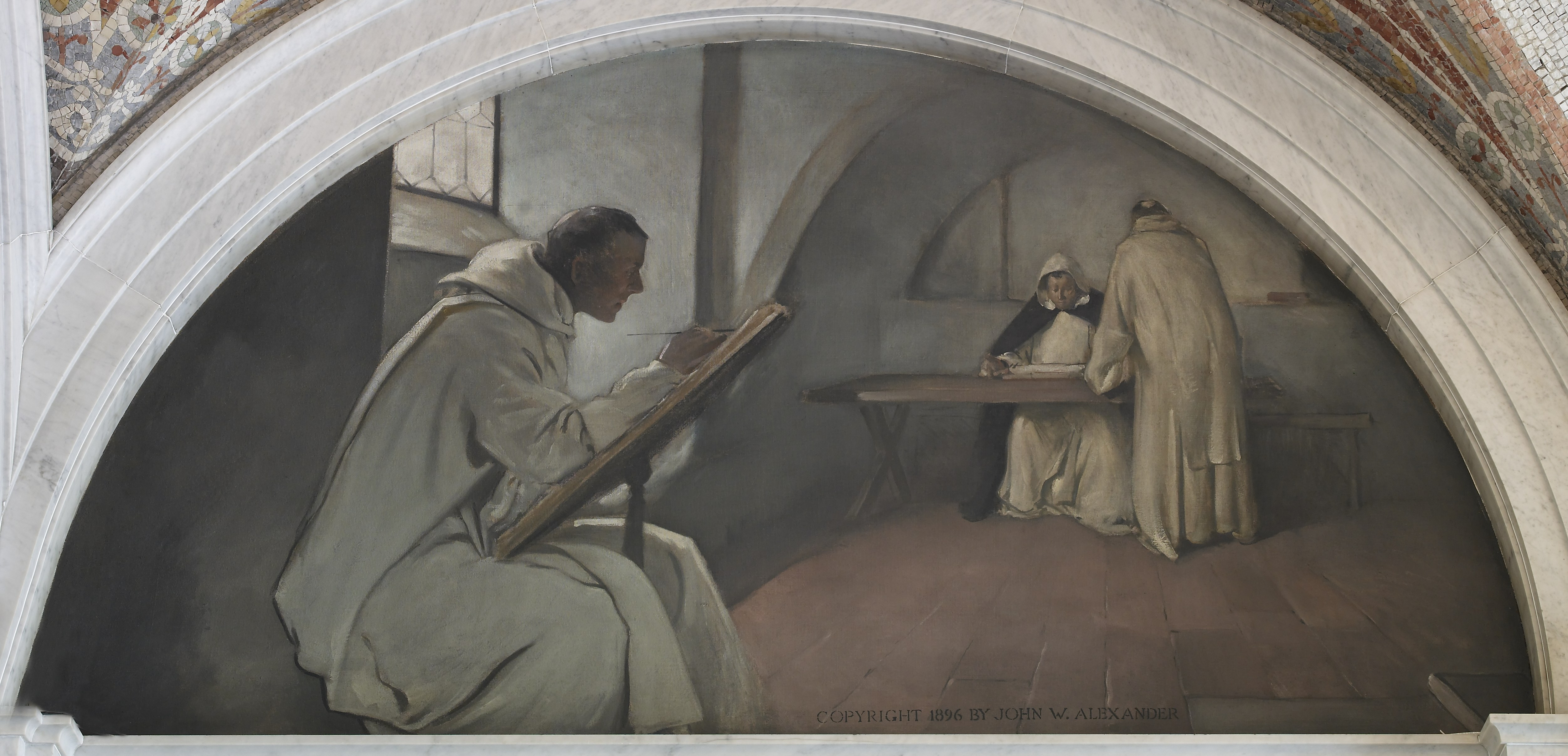
John White Alexander, mural Manuscript Book (1896), Biblioteca del Congrés (Thomas Jefferson Building), Washington, DC

Els mestres treballaven sovint tota la seva vida en un  scriptorium  mal il·luminat. L'escriptura de manuscrits era un procés laboriós que podia arribar a danyar la salut d'un. Un prior es queixava al respecte en el segle x del dany que provocava en els ulls, l'esquena i al cos sencer.
El director d'un  scriptorium  monàstic era l' armarius  ("proveïdor"), que proveïa als escribes dels seus materials i supervisava el procés de còpia. No obstant això, l' armarius  tenia altres obligacions. Al començament de la quaresma, l ' armarius  era responsable d'assegurar que tots els monjos rebessin llibres per llegir, però també tenia la potestat de denegar l'accés a determinats llibres. Cap al segle x l'armarius  tenia també funcions litúrgiques, per exemple, cantar el vuitè responsori, sostenir el fanal mentre l'abat llegia i aprovar tot el material que anés a ser llegit en veu alta a l'església, la sala capitular i al refectori.
Quan servia com  armarius  en Vivarium, c. 540-548, Casiodoro va escriure un comentari sobre els  Salms  titulat  Expositio Psalmorum  com una introducció als mateixos per als interessats en entrar a la comunitat monàstica. L'obra va aconseguir gran prestigi més enllà del monestir de Casiodoro i va ser objecte d'estudi i reflexió monàstica.
Respecte del paper dels  Salms  en l'estudi dins dels monestirs, cada un d'ells s'hauria recitat acuradament almenys una vegada a la setmana durant el període d'estudi, sempre tenint a la vista el comentari sobre el mateix. L'objectiu final seria absorbir el contingut d'aquest comentari i associar mnemotècnica a cada vers de l'Escriptura.
D'aquesta manera, els monjos medievals arribarien a un coneixement i experiència molt íntims dels textos que copiaven. L'acte de transcripció es convertia en un acte de meditació i pregària, i no de simple còpia.